# بول جاك
الفريق بول ويليام جاك (بالإنجليزية: Paul William Jaques)‏ ضابط بارز في الجيش البريطاني الذي يشغل منصب رئيس العتاد البري وعسكري من الدرجة الثالثة-فريق للقوات.

## المسيرة العسكرية
تم تكليف جاك بفيلق المهندسين الكهربائيين والميكانيكيين الملكيين في 6 أغسطس 1983. أصبح قائد اللواء اللوجستي 101 في ديسمبر 2005 وشهد العمل في هذا الدور في العراق. شغل منصب رئيس القدرات والإمداد اللوجستي في أبريل 2008 ورئيس تخطيط المعدات لنائب رئيس هيئة الأركان العسكرية في يوليو 2011 ومدير معدات الأراضي في معدات الدفاع والدعم في ديسمبر 2013.
تمت ترقيته إلى رتبة فريق في 8 مارس 2016 وعين في منصب رئيس العتاد البري وعسكري من الدرجة الثاثة-فريق للقوات في عام 2016. منح رتبة الإمبراطورية البريطانية في عام 2013 مع مرتبة الشرف.